# Pterolophia bigibbosa
Pterolophia bigibbosa là một loài bọ cánh cứng trong họ Cerambycidae.